# Mystic Force Power Rangers
De Mystic Force Power Rangers zijn een fictief team van superhelden uit de Power Rangers serie Power Rangers: Mystic Force. Hun krachten komen van magische wezens bekend als de Ancient Titans.

## Nick Russell
Nick Russell (Firass Dirani) arriveerde in Briarwood om zijn zus op te zoeken, en raakte betrokken bij het gevecht met de wezens uit de onderwereld. Hij geloofde aanvankelijk niet in magie, en kon dus geen Ranger worden. Pas nadat hij gezien had hoe de anderen werden verslagen door Koragg, accepteerde hij magie en werd de Rode Ranger.
In zijn vrije tijd werkte Nick in Rock-Porium met de andere Rangers. Hij had nooit de kans om vrienden te maken voor hij naar Briarwood kwam. Hij ontwikkelde een grote rivaliteit met Koragg, hoewel Nick normaal niet het type was die een rivaliteit met iemand ontwikkelde. Toen hij ontdekte dat Koragg in werkelijkheid Udonna’s echtgenoot en de lang verloren gewaande held Leanbow was, weigerde hij dit eerst te geloven.
Later in de serie werd meer onthuld over Nick zelf. Hij was als baby geadopteerd en wist niets over zijn echte ouders. Hij had altijd een rode deken bij zich waar hij als baby in gewikkeld was. In Heir Apparent, Part II werd onthuld dat Nick in werkelijkheid Bowen is, de lang verloren zoon van Leanbow en Udonna, die tijdens de grote oorlog naar de wereld van de mensen werd gebracht. Hij stond ook bekend als "The Light" – het kind van de sterkste krijger en sterkste tovenares, die de potentie had om de duisternis voorgoed te verslaan. In het begin had Nick het zwaar met deze ontdekking.
In de finale werd Nick bezeten door The Master en veranderd in de nieuwe Koragg. Hij vocht tegen zijn vader, die nu de Wolf Warrior was, wat de vernietiging van het hoofdkwartier van de Rangers tot gevolg had. In het laatste gevecht met The Master leidde Nick de andere naar de overwinning.
Na afloop verlieten Nick, Udonna en Leanbow Briarwood om Nicks adoptiefouders te zien. Hij beloofde Madisson dat hij terug zou keren, en liet zijn deken bij haar achter.
Als de Rode Ranger beschikte Nick over vuurmagie. Hij was de eerste die een gevecht aanging, vaak zonder na te denken. Vaak bleek hij veel meer magische kennis te hebben dan men zou verwachten van een beginnend magiër.

## Vida Rocca
Vida Rocca (vaak gewoon V genoemd) (Angie Diaz) is Madisons zus en de Roze Ranger. Ironisch genoeg haat Vida de kleur roze. Ze houdt ervan om dj te zijn in Rock-Porium en wordt vaak gefilmd door haar zus. Hoewel ze qua gedrag een tomboy is en meent wat ze zegt, is ze loyaal tegenover haar mederangers. Als kind beschermde ze Chip al tegen pestkoppen. Ook zag ze als enige het goede in Matoombo, een van de Ten Terrors. Ze overtuigde hem ervan om the Master te verlaten en hen mee te helpen.
Als de Roze Ranger beschikt Vida over windmagie.

## Chip Thorn
Charlie Thorn, ook bekend als "Chip" (Nic Sampson) is naar eigen zeggen een “superheldexpert”. Chip wordt door de anderen als vreemd gezien: hij houdt van spannende verhalen en lijkt soms in een fantasiewereld te leven. Zelfs in de middelbare school droeg hij geregeld een superheldenkostuum. Madison noemde hem zelfs "het perfecte voorbeeld van een niet menselijke soort".
Chip is een fantastische boogschutter, lid van de schaakclub op zijn school en lid van de COUNTV – Containment Of Underworld Nocturnal Transylvanian Vampires. Chip is altijd vrolijk en bereid om meer te leren over magie.
Ondanks hun verschillende persoonlijkheden werd Chip goede vrienden met Vida, daar zij hem al hielp sinds ze nog kinderen waren. Toen zij een vampier werd, toonde hij opeens een veel serieuzere kant van zichzelf in zijn pogingen haar te helpen.
Chip is zeer enthousiast over zijn rol als ranger, en neemt het dan ook veel zwaarder dan anderen op als hij faalt in zijn missie.
Als Gele Ranger beschikt Chip over bliksemmagie.

## Xander Bly
Xander Bly (Richard Brancatisano) is een Australiër die naar de Verenigde Staten is verhuisd. In het begin was hij vaak het doelwit van pestkoppen vanwege zijn accent. Derhalve heeft hij grote sympathie voor mensen die alleen zijn. Hij rijdt graag op zijn skateboard en houdt ervan om zich uit te sloven, waarbij hij zijn glimlach op elk mogelijk moment in zijn voordeel gebruikt. Indien de groep in de problemen zit, probeert Xander ze er altijd uit te praten (Plan Xander, zoals hij het zelf noemt).
Tijdens het werk bij Rock-Porium schoof Xander zijn klusjes vaak af op de anderen. In het team was hij de coleider. Zijn overmoedigheid en ego brengen hem vaak in de problemen, maar hij geeft als eerste zijn fouten toe. Na afloop van de serie werd hij officieel de manager van Rock Porium.
Als de groene ranger beschikt Xander over aardmagie. Hij kan ook veranderen in een hulkachtig persoon met enorme spieren.
In de aflevering Once a Ranger werd Xander samen met vier andere oude rangers gerekruteerd door de Sentinal Knight om de juwelen van de Corona Aurora te beschermen, daar de Operation Overdrive Power Rangers hun krachten hadden verloren.

## Madison Rocca
Madison Rocca, soms ook wel "Maddie" genoemd, (Melanie Vallejo) is de blauwe Mystic Force Ranger en de zus van Vida. Ze wil graag een producer worden en filmt dan ook alles en iedereen met haar camera. Vele mensen plagen haar met deze wens.
Madison studeert altijd en is ietwat verlegen, en heeft maar zelden op een normale manier lol. Desondanks is ze opener en vriendelijker dan de meeste andere Rangers. Ze heeft een fobie voor kikkers sinds Vida er een keer een in haar shirt stopte toen ze nog kinderen waren. Deze angst moest ze overwinnen om Daggeron te helpen.
Madison is vaak bezorgd dat ze geen belangrijk lid van het team is, maar diep van binnen heeft ze grote passie voor het beschermen van anderen. In de serie werd gesuggereerd dat ze een oogje heeft op Nick.
Als de blauwe Ranger beschikt Madison over watermagie.

## Daggeron
Daggeron (John Tui) is een krijger getraind door Leanbow. Gedurende de grote oorlog moest hij baby Nick/Bowen in veiligheid brengen, maar hij werd aangevallen door medekrijger Calindor. Beide duelleerden en werden vervloekt. Ze werden in een grot opgesloten: Daggeron als een kikker en Calindor als een mummie.
In het heden vonden de Rangers de grot en Madison kon Daggeron terugveranderen. Hierna werd hij de trainer van de Mystic Rangers. Hij vocht ook weer tegen Calindor, die was teruggekeerd als de schurk Imperious.
In de aflevering Heir Apparent vochten Daggeron en Imperious in de Dimensie der Zwervende Zielen om hun gevecht dat 19 jaar geleden begon af te maken. Dit leidde uiteindelijk tot een duel met zwaarden waarbij beide aan elkaar waren geketend. Daggeron won ondanks dat Imperious vals speelde.
Toen Udonna vertrok om Leanbow te vinden, hield Daggeron toezicht over de Rangers. Hij kreeg een nieuw vijand: Megahorn van de Ten Terrors. In de finale werd hij even gedood door the Master, maar weer tot leven gebracht door Necrolai.
Daggeron beschikt over een Ancient Mystic Mode, net als Leanbow. Deze mode gebruikte hij voor het eerst in zijn duel met Imperious. Als magiër heeft hij magie van de zon, en is the Master van de djinn Jenji.

## Udonna
Udonna (Peta Rutter) is een machtige tovenares wier volk jaren terug in de grote oorlog vocht. Ze verloor hierbij veel dierbaren, onder wie familieleden; haar zus Niella was een tovenares genaamd de Gatekeeper, die de poorten naar de onderwereld sloot en daarbij het leven verloor. Haar man, Leanbow, zat nog in de onderwereld op dat moment. Haar baby zoon, Bowen, raakte vermist tijdens het gevecht.
In de jaren erop maakte ze zich klaar voor de terugkeer van de monsters uit de onderwereld. Ze rekruteerde de vijf Mystic Rangers en gaf hen hun krachten. Zelf had ze de kracht van de Witte Ranger, maar verloor deze toen Koragg haar sneeuwstaf stal. Hierna werd ze de mentor van de Rangers en haar nichtje, Claire, die de nieuwe Gatekeeper bleek te zijn.
Udonna ontdekte later dat Bowen door Phineas naar de mensenwereld was gebracht, en niemand minder was dan de Rode Ranger Nick. Ook ontdekte ze dat Koragg en Leanbow een en dezelfde waren.
Udonna gebruikte eenmaal zwarte magie om de Rangers te helpen in de aflevering Heir Apparent. Dit maakte haar enorm zwak en volgens Clare had ze zelfs al haar magie verloren door deze daad. Ze bleek later nog wel magie te hebben, maar desondanks was ze niet meer zo sterk als eerst.
Na afloop van de serie ging Udonna samen met Leanbow en Nick weg uit Briarwood om Nicks adoptiefouders op te zoeken.

## Leanbow
Leanbow (Chris Graham) was voor de grote oorlog de Rode Mystic tovenaar, de mentor van Daggeron en Calindor, en Udonna’s man. Hij is tevens Nicks vader. Hij vocht mee in de grote oorlog, waarbij hij persoonlijk de onderwereld binnenging om de monsters daar tegen te houden. Hij stond toe dat Niella de poort sloot terwijl hij nog binnen was.
Gedurende 20 jaar dacht iedereen dan Leanbow was omgekomen in de onderwereld. In werkelijkheid had hij the Master weten te bereiken en opgesloten, maar was door hem veranderd in de kwaadaardige Koragg. Als Koragg was Leanbow de eerste die in het heden de onderwereld verliet. Hij vocht tegen zijn vrouw Udonna en stal haar snowstaff. Ook ontwikkelde hij een rivaliteit met Nick.
Koragg boog voor niemand behalve the Master, en mocht Imperious totaal niet. Ondanks dat hij aan de kant van het kwaad stond bleef hij een eervolle krijger. Toen Imperious Jenji gebruikte om te wensen dat de Mystic Force Rangers er nooit waren, hielp Koragg hen om deze wens terug te draaien.
In de tweedelige aflevering Heir Apparent kwam Koraggs ware aard weer naar boven. De controle die the Master over hem had werd verbroken en hij veranderde weer in Leanbow. D Meester veranderde hem weer in Koragg, maar de onthulling dat Nick zijn zoon was verbrak de macht die the Master over Leanbow had voorgoed. Hij offerde zichzelf blijkbaar op om the Master, en bijna de hele onderwereld te verslaan.
In werkelijkheid was hij ondergedoken en hield de geest van the Master gevangen om te voorkomen dat deze kon terugkeren. De Ten Terrors spoorden hem op en stalen de geest van hun meester terug. Hij werd zelf voor dood achtergelaten. Udonna vond hem en genas hem. Daarna keerde Leanbow terug naar de Rangers als de Wolf Warrior: een rood/gouden versie van Koragg.
Leanbow overleed tijdelijk door toedoen van the Master, maar werd door Necrolai weer tot leven gebracht. Aan het eind van de serie verliet hij samen met Udonna en Nick Briarwood om Nicks adoptiefouders op te zoeken.
Leanbow beschikte ook over een Ancient Mystic Mode. Net als Nick kon hij vuurmagie gebruiken.